# Billy Rioux
 (avril 2025).
Si vous disposez d'ouvrages ou d'articles de référence ou si vous connaissez des sites web de qualité traitant du thème abordé ici, merci de compléter l'article en donnant les références utiles à sa vérifiabilité et en les liant à la section « Notes et références ».
 (avril 2025).
 (avril 2025).
La mise en forme du texte ne suit pas les recommandations de Wikipédia : il faut le « wikifier ».
Les points d'amélioration suivants sont les cas les plus fréquents. Le détail des points à revoir est peut-être précisé sur la page de discussion.
- Les titres sont pré-formatés par le logiciel. Ils ne sont ni en capitales, ni en gras.
- Le texte ne doit pas être écrit en capitales (les noms de famille non plus), ni en gras, ni en italique, ni en « petit »…
- Le gras n'est utilisé que pour surligner le titre de l'article dans l'introduction, une seule fois.
- L'italique est rarement utilisé : mots en langue étrangère, titres d'œuvres, noms de bateaux, etc.
- Les citations ne sont pas en italique mais en corps de texte normal. Elles sont entourées par des guillemets français : « et ».
- Les listes à puces sont à éviter, des paragraphes rédigés étant largement préférés. Les tableaux sont à réserver à la présentation de données structurées (résultats, etc.).
- Les appels de note de bas de page (petits chiffres en exposant, introduits par l'outil «  Source ») sont à placer entre la fin de phrase et le point final[comme ça].
- Les liens internes (vers d'autres articles de Wikipédia) sont à choisir avec parcimonie. Créez des liens vers des articles approfondissant le sujet. Les termes génériques sans rapport avec le sujet sont à éviter, ainsi que les répétitions de liens vers un même terme.
- Les liens externes sont à placer uniquement dans une section « Liens externes », à la fin de l'article. Ces liens sont à choisir avec parcimonie suivant les règles définies. Si un lien sert de source à l'article, son insertion dans le texte est à faire par les notes de bas de page.
- La présentation des références doit suivre les conventions bibliographiques. Il est recommandé d'utiliser les modèles {{Ouvrage}}, {{Chapitre}}, {{Article}}, {{Lien web}} et/ou {{Bibliographie}}. Le mode d'édition visuel peut mettre en forme automatiquement les références.
- Insérer une infobox (cadre d'informations à droite) n'est pas obligatoire pour parachever la mise en page.

Pour une aide détaillée, merci de consulter Aide:Wikification.
Si vous pensez que ces points ont été résolus, vous pouvez retirer ce bandeau et améliorer la mise en forme d'un autre article.
Pour les articles homonymes, voir Rioux.
 (janvier 2025).
Billy Rioux, est un historien, spécialiste de l'histoire matérielle du Québec. Aussi auteur, aventurier et consultant.

## Biographie
Originaire de la région de Rivière-du-Loup , au Bas-Saint-Laurent. Né le 12 janvier 1982 à Saint-Antonin. Billy Rioux vit présentement dans la région de Rimouski.

### Études
Diplôme d'études professionnelles en protection et exploitation des territoires fauniques à l'école de foresterie de Duchesnay, de 1999 à 2001.
Baccalauréat en Histoire, à l'Université du Québec à Montréal, 
Maîtrise en Histoire à l'Université du Québec à Rimouski en 2022-2023

## Auteur

### Récits de voyages
- En route vers l'Alaska, Bertrand Dumont, éditeur, 2007 [1] Pendant toute l'année 2001, Rioux parcourt le Canada en auto-stop et se rend jusqu'en Alaska. Ce sera le voyage initiatique d'un jeune aventurier de 19 ans en quête de son identité.
- 16 pays, 3 mois, 1 sou, Bertrand Dumont, Éditeur, 2009[2]En 2005, c'est en Europe qu'il poursuit sa quête. Effectuant du bénévolat là où il se sent utile, ou échangeant sa force de travail contre le gîte et le couvert, il parvient à démontrer qu'il existe une chaîne de fraternité mondiale permettant à un voyageur sans le sou de découvrir le monde, ses habitants et leur mode de vie.
- Sur les traces des Chevaliers de Malte, éditions Bertrand Dumont, 2011,Récit d'un voyage de reconstitution, 1600 kilomètres à pied, du nord de l'Italie à Jérusalem[3]
- La ruée vers l'or du Klondike, Sur les traces des chercheurs d'or, Bertrand Dumont, Éditeur, 2012 [4]En 2006, Billy part sur la route des chercheurs d'or. Avec un radeau qu'il construit tel qu'ils étaient fabriqués à l'époque de la Ruée vers l'or  il descendra le fleuve Yukon de Whitehorse à Dawson. Il atteint ainsi son objectif de démontrer que, bien qu'hasardeuse, la route du fleuve en radeau est possible.

### Guides de vie dans la nature
- Bushcraft, la survie relax[5], VLB éditeur, 2019 [6]Abondamment illustré, Premier livre axé sur le bushcraft écrit en français et publié au Québec. En plus d'expliquer et d'illustrer des techniques de survie en forêt, l'auteur y partage des anecdotes personnelles, des recettes et des notes historiques.
- La cuisine sauvage sur feu de bois, Editions de l'Homme, 2025, Conseils et tehcniques, guide d'identification des plantes comestibles, 60 recettes[7],[3]

## Historien aventurier
Aux voyagements décrits plus haut s'ajoutent un voyage dans les Rocheuses, et un autre en canot d'écorce, qui donnent le ton à la façon dont Rioux appréhende l'Histoire à travers la culture matérielle. En s'appropriant les techniques de l'époque visée, en utilisant les outils du temps, il construit des reproductions historiques de diverses embarcations et les expérimente sur des routes historiques. En 2011, il navigue plus de 300 kilomètres sur le fleuve Saint-Laurent, de Montréal à Baie-Saint-Paul, à bord d'une réplique historique d'un bateau plat de 20 pieds de la Nouvelle-France. En 2012, il vit toute l'année dans sa cabane construite telle que celles érigées au Québec en 1850. Il y passe un an, sans eau courante ni électricité, vivant les 4 saisons dans les mêmes conditions, avec les mêmes outils et objets du quotidien que ses ancêtres. En 2013, il construit, avec l'aide du Dr André-François Bourbeau, un canot en écorce d'épinette.

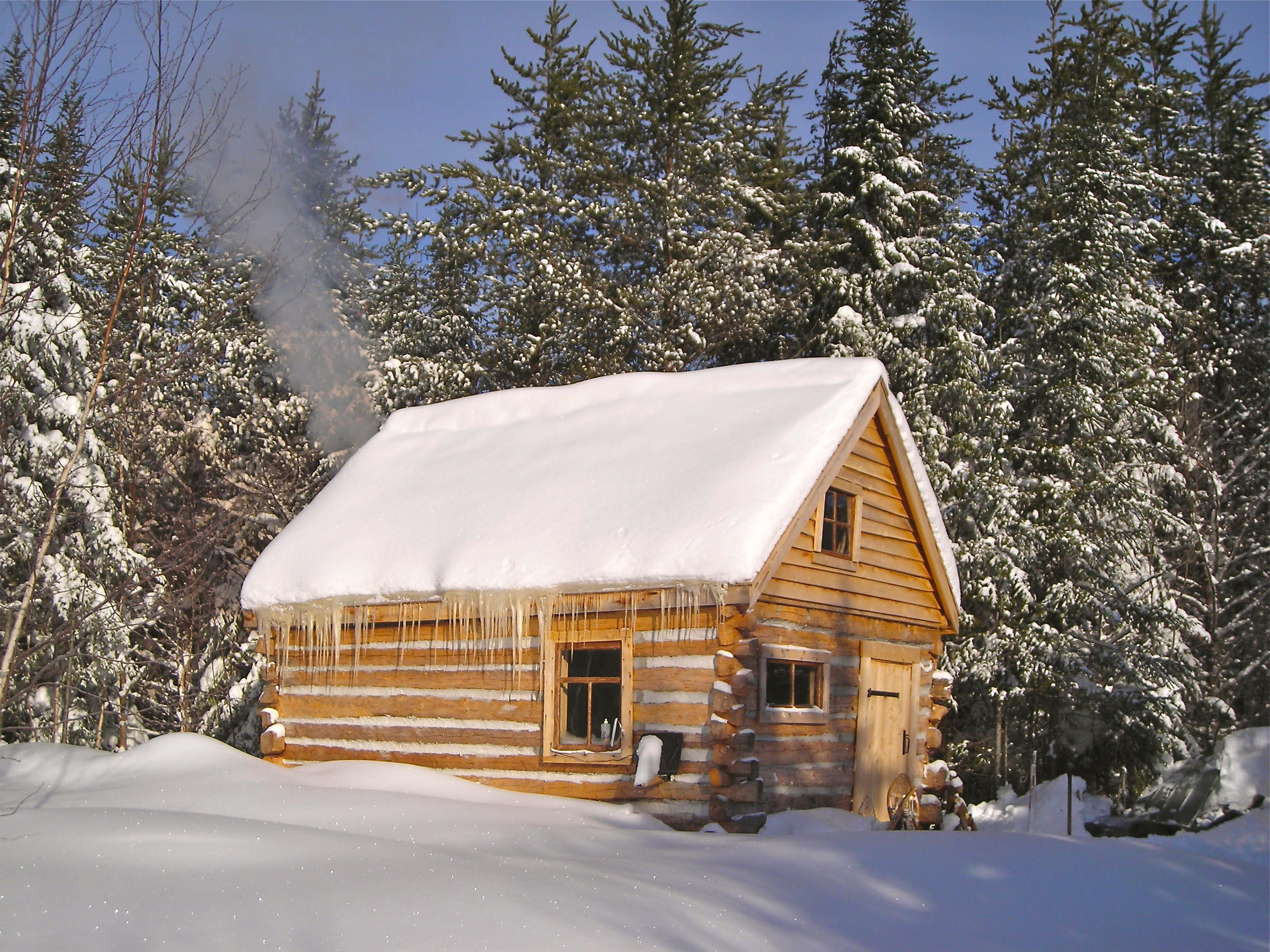
Cabane en billes de bois équarri, inspirée du 19e siècle et construite exclusivement avec des outils manuels traditionnels.

## Consultant en Histoire matérielle
Les recherches de Rioux portent sur la mobilité́, les dynamiques sociales dans les milieux ruraux et la culture matérielle. Il joue le rôle de consultant pour des productions télévisuelles, cinématographiques et sur le web.

### Participations

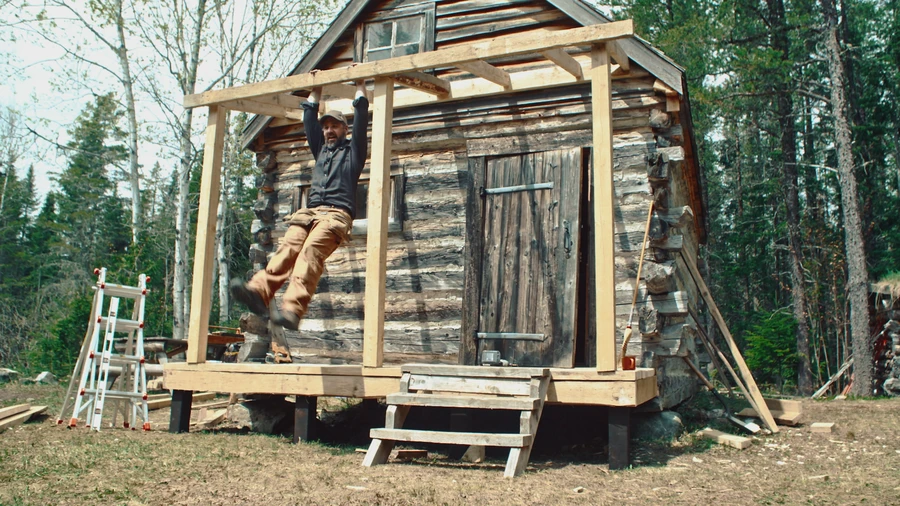
Hard North: Rioux construit une galerie couverte

- Hard North, une production Blue Ant Studio, réalisation de Paul Kilback[8]. Documentaire-réalité de National Geographic disponible au Canada sur Amazon Prime depuis le 29 novembre 2024. La série est également diffusée aux États-Unis sur la chaîne de National Geographic sous le titre de Northwoods Survival. Série de 8 épisodes, mettant en scène 5 protagonistes canadiens dans la nature sauvage, vivant en autonomie sans eau courante ni électricité. Au long des saisons, on suit Billy, seul Québécois de la série, dans ses travaux pour solidifier sa cabane, y faire des ajouts, construire un pont, explorer sa terre située à Sainte-Françoise, en exploiter les ressources, tout cela en mettant en œuvre ses connaissances et son savoir-faire basés sur les pratiques ancestrales, doublés d'ingéniosité et de persévérance[9].

- Le lot du diable 2, La conquête de la mer, production Zone 3, 2022. Rioux participe à titre de consultant au contenu à cette série qui retrace l'établissement de colons en Gaspésie après la Grande Dépression.
- Le trésor de Saint-Castin, production N12, réalisation Roger Cantin 2022. Série 100% québécoise qui retrace l'histoire du chef de guerre Jean-Vincent d'Abadie de Saint-Castin redoutable défenseur de la frontière de la Nouvelle-France contre les Britanniques. Billy Rioux en est le co-animateur. En ondes en 2022 sur la chaîne Historia.
- Le lot du diable ,Production Zone 3, Réalisation David Gauthier 2016-2017 Billy Rioux est présent sur le terrain tout au long du tournage, à titre de consultant en Histoire, conseiller en techniques ancestrales et au contenu.
- La Ruée vers l'or, Slalom, Production Rivard, 2016 Rioux est présent 3 mois sur le terrain avec les participants. Consultant en Histoire, conseiller en techniques ancestrales et au contenu.
- Pedro Da Sylva, premier facteur au Canada, Heritage group. Inc., Production Vista-Global, 2012-2013, Rioux est engagé comme acteur de premier rôle, consultant, directeur artistique, responsable de la recherche et de la logistique de l'expédition.

## Distinctions
- 2008, la revue Géo Plein Air nomme Billy Rioux parmi les 20 personnalités québécoises qui font le plus progresser le plein air.[réf. souhaitée]
- 2021, Prix Jovette-Bernier remis par le Salon du livre de Rimouski pour le livre Récits de naufrages[10]